# Juliomys pictipes
Juliomys pictipes là một loài động vật có vú trong họ Cricetidae, bộ Gặm nhấm. Loài này được Osgood mô tả năm 1933.